# Myszakówek
Myszakówek (dawniej: Myszaków Olędry) – wieś w Polsce położona w województwie wielkopolskim, w powiecie słupeckim, w gminie Zagórów.

## Historia
W 1885 miejscowość wraz z sąsiednią wsią Myszaków jako wieś oraz folwark leżące w powiecie słupeckim gmina Trąbczyn, parafia Zagórów opisał XIX wieczny Słownik geograficzny Królestwa Polskiego. W 1827 w obu miejscowościach znajdowało się 29 domów, w których mieszkało 380 mieszkańców. Folwark posiadał 3 domy z 39 mieszkańcami. We wsi znajdował się również młyn zamieszkiwany przez 2 mieszkańców.
W latach 1975–1998 miejscowość administracyjnie należała do województwa konińskiego.
We wsi znajduje się kaplica św. Faustyny z 1997.